# Phylloscartes
Phylloscartes är ett fågelsläkte i familjen tyranner inom ordningen tättingar.

## Arter i släktet
Släktet omfattar här 14 arter med utbredning från Costa Rica till norra Argentina:
- Fläckkindad lövtyrann (P. ventralis)
- Alagoaslövtyrann (P. ceciliae)
- Restingalövtyrann (P. kronei)
- Bahialövtyrann (P. beckeri)
- Panamalövtyrann (P. flavovirens)
- Olivgrön lövtyrann (P. virescens)
- Ecuadorlövtyrann (P. gualaquizae)
- Svartpannad lövtyrann (P. nigrifrons)
- Rödbrynad lövtyrann (P. superciliaris)
- Rosttyglad lövtyrann (P. flaviventris)
- Rostkindad lövtyrann (P. parkeri)
- Minasgeraislövtyrann (P. roquettei)
- Långstjärtad lövtyrann (P. oustaleti)
- Brunringad lövtyrann (P. sylviolus)

## Familjetillhörighet
Släktet behandlas vanligen som en del av familjen tyranner. Vissa taxonomiska auktoriteter har dock valt att dela upp tyrannerna i flera familjer efter DNA-studier som att tyrannerna består av fem klader som skildes åt redan under oligocen. Phylloscartes förs då till familjen Pipromorphidae.